# 味精
麩胺酸鈉（Monosodium glutamate, MSG），俗稱味精、味素，是麩胺酸的鈉鹽，屬於最豐富的天然非必需氨基酸之一。美国食品药品监督管理局将其歸於“公认安全”（GRAS） ，歐盟則視為食品添加劑。MSG有HS代碼29224220以及E編碼E621。MSG的麩胺酸鹽與其他食品來源的麩胺酸鹽均具有相同鮮味。它們在化學上是相同的。食品工業生產廠商視MSG為一種增味劑進行銷售和使用，因為它可以平衡、融合和使其他味覺的整體感受變得豐富。日本、 韓國和中國菜普遍使用麩胺酸鈉。鰹魚（柴魚片）、雞肉、豬肉、牛肉等蛋白質或乾香菇、松茸等菇菌類經過熬煮，也可以獲取相同物質。

## 發現
1908年，日本东京帝国大学教授池田菊苗注意到柴魚片和海帶的湯均具有一種特別的滋味，而當時並未有對這種味道進行過任何科學描述，而且這種味道與甜味、鹹味、酸味和苦味截然不同。池田將其味道命名為「鮮味」（umami），并且注意到这样的鲜味是来源于麩胺酸的盐。為了證實是因麩胺酸离子而產生了這種鮮味，池田採用水提取和結晶的方法，從海带中分離出麩胺酸，并研究了許多關於麩胺酸鹽的味覺特性，當中包括钠、鈣、鉀、銨和鎂的麩胺酸鹽，最终发现除了金属离子本身所產生的某種金屬味道外，所有的盐均會形成這種鮮味。在這些鹽中，麩胺酸鈉可溶性最棒，味道最佳，兼且易於結晶，因此池田將麩胺酸鈉的生产工艺申請了專利。

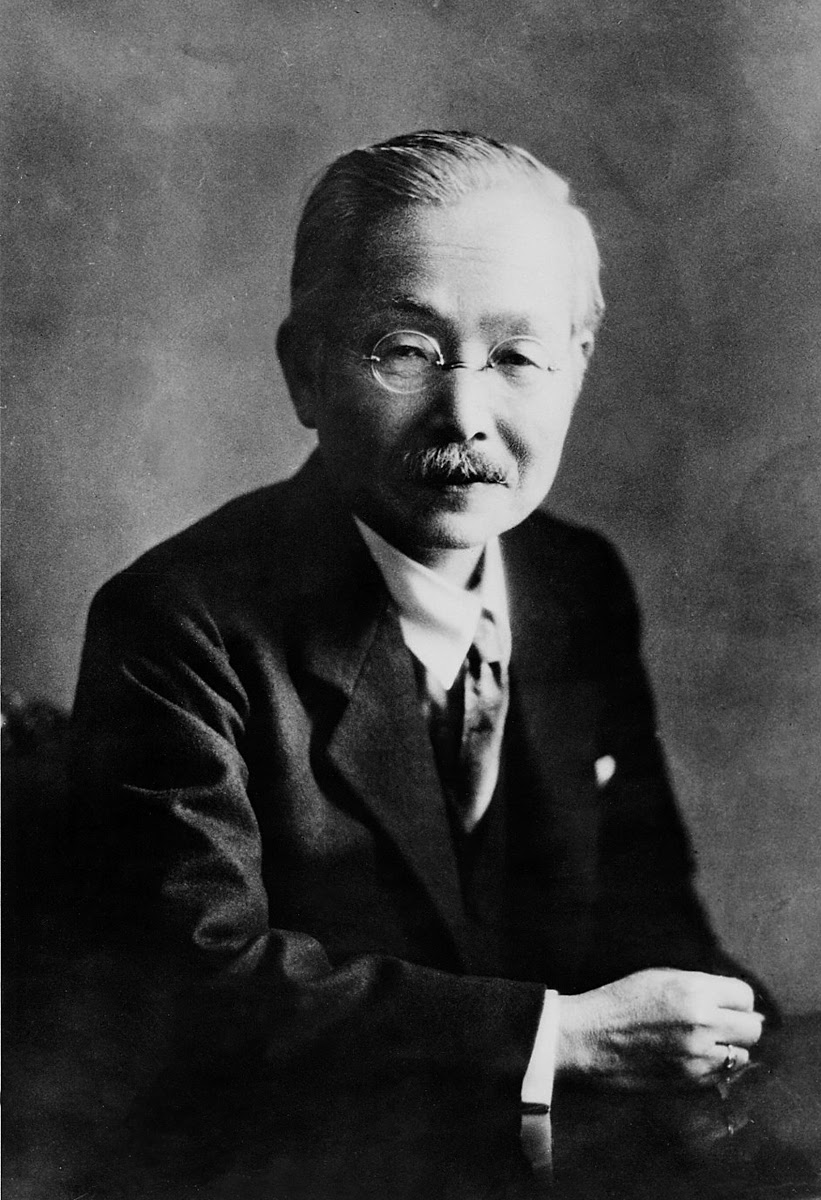
池田菊苗

1909年，鈴木兄弟開始了商業化生產MSG，名稱為味之素（日语：味の素），意即日文的「風味之精華」，這也是世界上首次製成麩胺酸鈉。
1913年，池田教授的弟子小玉新太郎發現柴魚片中含有另一種鮮味物質「核苷酸IMP」。1957年，國中明發現香菇中所含有的「核苷酸GMP」亦會產生鮮味的味道。

## 生產和化學特性
自從MSG在市場上出現後，其生產方法有以下三種：
1. 採用鹽酸水解植物蛋白，使肽鍵斷開（1909年-1962年）
2. 採用丙烯腈進行直接化學合成（1962年-1973年）
3. 細菌發酵（1956年-目前）。

剛開始時採用小麥麵筋蛋白進行水解，100克蛋白中含有30多克的麩胺酸鹽和麩胺醯胺。為了令生產滿足對MSG不斷增長的需求，研發了一種新的生產工藝：化學合成和發酵法。在20世紀50年代中期，作為原料的乙烯腈被用在MSG合成中。當時，細菌發酵法來生產MSG，其工藝與酒、醋、酸乳，甚至巧克力類似。鈉通過中和步驟則在後期添加。在發酵過程中所選用的細菌（棒形菌）採用了從甜菜、甘蔗、木薯或糖蜜中所取得的氨和碳水化合物進行培養，把氨基酸分泌到發酵液中，從此處分離出L-麩胺酸鹽。Kyowa Hakko Kogyo Co Ltd研製出第一種生產L-麩胺酸鹽的工業發酵方法。如今，在MSG工業生產領域中，從糖到麩胺酸鹽的轉化率和生產率持續得到提高，從而能追上人類的需求。經過過濾、濃縮、酸化和結晶這些過程，最終得出的產品便是纯水合麩胺酸鈉。其外觀為白色無味晶狀粉末，在溶液中會將其分解為麩胺酸根离子和鈉离子。該物溶於水的，但在常見的有機溶劑（如醚）中不易吸濕，基本上也不可溶解。在一般情況下，MSG在常規的食品加工中都會保持穩定。在烹調過程中，MSG是不會分解的，但與其他氨基酸相似，如溫度非常高且存在糖的情況下，它有可能會發生褐變或美拉德反應。

## 使用
與其他調和香味結合前，純淨的MSG本身不含令人愉快的味道。作為調味品兼且在用量適當的情況下，MSG是可以增強其他風味活性物質，平衡並豐滿某些菜餚的整體口味。MSG能與肉、魚、禽肉、許多蔬菜、調味料、湯和滷汁融合得洽到好處，從而增加某些食物（如牛、羊、豬等.....清湯）的整體口味之偏好。不過，除蔗糖外，MSG和其他基本味道一樣，只能在正確的濃度下才可提高愉悅感。過量的MSG會迅速破壞菜餚的味道。雖然這種濃度隨著食物類型的不同而有所變化，但在清湯中，當每100ml中添加的MSG若超過1克，愉悅感得分則會迅速下降。此外，MSG與鹽（氯化鈉）和其他鮮味物質（如核苷酸）之間也會發生相互作用。最適宜的濃度才能發揮出最美的味道。由於具有這些特性，MSG可用於減少鹽（鈉）的攝取量，食用鹽可能會導致高血壓、心臟病和中風。即使用鹽量減少30%，使用MSG仍可改善低鹽食物的口味。與氯化鈉相比（39%），MSG的鈉含量（單位質量百分比）大約是其的1/3倍（12%）。其他麩胺酸鹽已經用於低鹽湯中，但其味道則遜於MSG。

## 安全性
MSG在調味食品中的安全使用時間已經超過了109年。在這段期間曾進行大量研究，旨在澄清MSG的作用、益處及安全性。在這方面，有關食品添加劑安全的國際和國家機構認為，作為一種增味劑，MSG是安全的。

### 過量徵狀
味精的作為調味料在適量的範圍內是安全的，2017年欧洲食品安全局食品添加剂和食品添加营养源专家组（ANS）表示，味精的一日可接受攝取量为每公斤体重30毫克。過量食用味精對身體有神經毒性會造成過敏，全身不適包括心跳加速、呼吸急促以及疲倦感，對自主神經系統有頭痛、頭暈、失眠、出現幻覺、容易發怒、啼笑皆非等徵狀，對消化系統的影響有噁心嘔吐感、胃痛、腹瀉等徵狀，對視力的影響有眼睛刺痛感與視力模糊等徵狀，食用量過多時甚至有失明風險。

### 谷氨酸与谷氨酸钠
谷氨酸与谷氨酸钠对人体的影响是显著不同的。谷氨酸的结合形式存在于完整的蛋白质来源中。结合谷氨酸是天然存在于未加工食品中的氨基酸形式，尤其是蛋白质含量高的食品。食用后，它通常被缓慢消化和吸收，并能够精确调节摄入的量。这种形式的谷氨酸很少有任何敏感性。因为多余的量可以简单地通过废物排出，以防止毒性。另一方面，游离谷氨酸是吸收更快的修饰形式。谷氨酸敏感性在游离形式中更为常见。游离谷氨酸不与其他氨基酸结合，更快地被吸收到人体的系统中。这种快速吸收率会导致血液中谷氨酸水平的峰值。
味精與鹽，醬油一樣是高鈉調味料，因此過量食用也容易造成水腫，高血壓與腎臟病。

### 中菜館綜合症
「MSG綜合症狀」起初稱為「中菜館綜合症」，最初来自1968年在美国《新英格兰医学杂志》上发表的一封署名的读者来信，其自称来到美国几年了，常去中餐馆吃饭，发现中餐馆大量使用味精造成多种症状。因为其名字很像来自香港的华裔移民，一些媒体称之为“華裔醫生郭浩民”。郭氏認為這種症狀背後隱藏著許多原因，其中包括用酒烹調時所殘留的酒精、鈉成分或麩胺酸鈉調味品等。但經過那次後，麩胺酸鈉就成為大家關注的焦點，兼且與那些症狀再也脫不掉關係。然而，從未研究過酒或鹽成分所帶來的影響。多年來，特異性症狀的清單就建立在這些迭事趣聞的基礎上。
然而据迈克尔·布兰丁的报道，“華裔醫生郭浩民”子虚乌有，那封造成之后连锁反应的信其实来自两个美国年轻医生打赌能否在《新英格兰医学杂志》这样的严肃刊物上发表明显胡扯的文章。他们杜撰的醫生自称所在的医学机构根本不存在。其中一人在来信发表后多次联系《新英格兰医学杂志》告诉他们实情，但被拒绝接受。

### 安全性研究
在正常情況下，人类是有能力代謝麩胺酸鹽的，且麩胺酸鹽僅具含量非常低的急性毒性。對於大鼠和小鼠來說，50%受試驗的動物（LD50）的口服致死劑量在每千克體重15至18g之間，比鹽的LD50（大老鼠為3 g/kg）多5倍。因此，作為食品添加劑食用的MSG以及食物中具有天然水準的麩胺酸不會對人類構成毒物學方面的問題。1995年，美國實驗生物學學會聯合會（FASEB）代表美国食品药品监督管理局（FDA）編撰了一份報告，報告作出了這樣的結論，即在「以慣常水準食用」時，MSG並不會構成危險，雖然在一個子組別中，明顯處於健康狀態的個人在未經食物攝入3克MSG時會出現MSG綜合症狀的反應，但由於MSG綜合症狀清單僅基於鑒定報告，因此還無法確定與MSG是否存在其他因果關係。同時，該報告亦表明尚無證據支持的麩胺酸鹽在慢性和衰弱性疾病中發揮了作用。在一次對照雙盲多中心臨床試驗中說明，對於據認為會對MSG產生不良反應的個人，並不能證明MSG綜合症狀和食用MSG之間存在任何關聯。目前暫無法證明統計學上的關聯性，反應事例也很少，而且也不一定具有一致性。跟食物一起給予MSG時，試驗中未曾觀察到這些症狀。
實驗偏差的適當控制方法包括雙盲安慰劑對照實驗設計（DBPC），因為麩胺酸鹽存有強烈而獨特的餘味，還包括置於膠囊中的應用。在Tarasoff和Kelly（1993年）進行的一項研究中，71名空腹參與者給予服用5克MSG，然後再給予進食標準早餐。在自認為存在MSG敏感的個體中，只出現一例反應，且於安慰劑組內出現。而在Geha等人（2000年）進行的另一項不同研究中，他們一共測試了130名據報告對MSG敏感的受檢者。共計進行了多次DBPC試驗，當中只有一名受檢者呈現至少兩種症狀。在整個研究中，也只有兩人出現所有四種激發現象。由於發生率很低，研究人員一致認為對MSG的反應並不具備可再現性。
其他觀察有關MSG是否會致肥的研究所得出的結果各不相同。幾項研究調查了MSG和哮喘之間的聯繫不可靠；而目前的證據均不足以支持任何因果聯繫。联合国粮食及农业组织与世界卫生组织食品添加物聯合專家委員會曾對味精進行評估，他們表示，味精的毒性低，也不會有嚴重、長期的健康危害，只要是合法、合理使用，並不需要限定用量。
由於麩胺酸鹽是人腦中較為重要的神經傳送素，在學習和記憶中一直扮演十分重要的角色，神經病學家對於此類食物中的MSG可能會產生的副作用所實施的研究仍在進行中，但仍未有決定性的研究勾勒出其中的任何聯繫。

### 澳洲和新西蘭
2017年10月，负责制定澳大利亚、新西兰食品标准的澳大利亚新西兰食品标准局表示，味精是安全的食品添加剂。同时，少数人在单餐中食用大量味精时可能会出现轻度过敏反应，可能包括头痛、麻木/刺痛、潮红、肌肉紧张和全身无力，这些反应为一过性，没有任何持久性影响，如怀疑患病应寻医问诊。
澳洲和新西蘭食品法規標準1.2.4中规定，作為食品添加劑所使用的MSG應標示於包裝食品上。標示應該注明食品添加劑的類名（例如，增味劑），隨之附註食品添加劑的名稱MSG或其國際編碼系統（INS）的編碼621。

### 美國
麩胺酸鈉是食品中發現的數種麩胺酸形態之一，大部分原因是麩胺酸作為一種胺基酸在自然中廣泛存在。麩胺酸及其鹽也同樣出現在相當多的其他添加劑中，包括水解植物蛋白、自溶酵母、水解酵母、酵母提取物、大豆提取物及蛋白分離物，必須在標籤中標明其常用名和通用名。自1998年以來，麩胺酸鈉已不能包含在「香料和調味品」的術語中。食品添加劑肌酸二鈉和鳥苷酸二鈉均屬於核苷酸，通常用於和含麩胺酸鈉成分的協同作用。不過，食品工業使用麩胺酸（不含鈉鹽）時，現在一般都使用術語「天然調味品」。由於缺少FDA的管理條例，因此無法確定有多少比例的「天然調味品」實際上就是麩胺酸。
如果食品中含有產生游離麩胺酸鹽的成分，例如水解蛋白，FDA則認為「不含麩胺酸鈉」或「未添加麩胺酸鈉」之類的標籤可能會引起誤解。1995年，對於含有大量麩胺酸鹽的某些蛋白質水解產物，FDA提出了在這些蛋白質的常用名或通用名中增加短語（「含有麩胺酸鹽」）。
美食家和作家哈洛德·马基在其書籍《食物和烹飪》2004年版中指出「經過大量的研究，毒理學家認為麩胺酸鈉對於大部分人來說是一種無害的成分，即使大量使用時也是如此。」
目前無法以人體長期實驗多少量是否有不良影響。

## 外部連結
- Monosodium glutamate: Is it harmful?（页面存档备份，存于）（Mayo Clinic）
- The Facts on Monosodium Glutamate (EUFIC)